# 金線蛙
金線蛙（学名：Pelophylax fukienensis），又名福建側褶蛙、福建金線蛙，為蛙科側褶蛙屬的兩棲動物。在大陸的福建（其种加词来源）、浙江、江西等省份，以及台灣皆有發現。

## 描述
金線蛙是一種中型到大型的蛙類，雄性體常可達 47 mm（1.9英寸），雌性則為 65 mm（2.6英寸）。身體主要為綠色，偶有底色為棕褐色的個體，中央有一條淺綠色背中線，以背上的黃色條紋得名。

## 棲地
天然棲地包括亞熱帶或熱帶潮濕的低地森林，亞熱帶或熱帶潮濕山地森林、沼澤、淡水濕地、農村花園 ，嚴重退化的前森林、蓄水區、池塘、灌溉農田，季節性淹沒的農田，運河和溝渠。 雖然在台灣的族群數量已大幅減少，但IUCN評估裡，不認為是受威脅物種。。

## 保护
它虽然被IUCN列为无危物种，但在中国是一种“三有动物”。2012年，浙江嘉兴有3人捕捉了203只黑斑蛙和金线蛙，因此被判三到四个月刑事拘留。

## 外部連結
- 台灣大學動物博物館